# Luigi Pernier

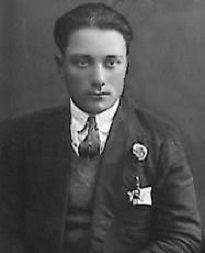
Luigi Pernier

Luigi Pernier (geboren am 23. November 1874 in Rom; gestorben am 18. August 1937 in Rhodos) war ein italienischer Klassischer Archäologe.

## Leben und Wirken
Luigi Pernier war der Sohn des Grundbesitzers Giuseppe Pernier und dessen Frau Agnese Romanini. Nach dem Abschluss des Gymnasiums 1893 begann er 1894 ein geisteswissenschaftliches Studium an der Universität La Sapienza, wo er 1897 bei Rodolfo Lanciani mit der Bestnote laureiert wurde. Noch im gleichen Jahr erhielt er ein dreijähriges Stipendium an der Scuola nazionale d’archeologia in Rom. Mehrere Exkursionen im Rahmen dieses dreijährigen Aufbaustudiums führten ihn zusammen mit Antonio Taramelli, Lucio Mariani, Gaetano De Sanctis und anderen nach Griechenland. Am Ende dieser Zeit lud ihn Federico Halbherr im Jahr 1900 ein, an den seit 1884 stattfindenden archäologischen Untersuchungen auf Kreta teilzunehmen. Hier nahm Pernier erstmals an der Ausgrabung der minoischen Palastanlage von Phaistos teil und untersuchte die Funde von Leben.
Nach dem Abschluss des dreijährigen Aufbaustudiums legte er noch 1901 eine Untersuchung über das Marcellustheater in Rom vor. Im Jahr 1902 wurde er zum Inspektor an den Musei, Gallerie e Scavi di Antichità in Florenz ernannt, behielt diese Stellung offiziell bis 1916 und führte in diesen Jahren zahlreiche archäologische Untersuchungen unter anderem in Bolsena, Ferento, Tarquinia, Orvieto, Vetulonia und Arezzo durch. Doch bereits 1903, gerade nach Kreta zurückgekehrt, wurde er von Halbherr eingeladen, die Kyrenaika zu bereisen und die archäologische Situation in dieser libyschen Landschaft zu dokumentieren.

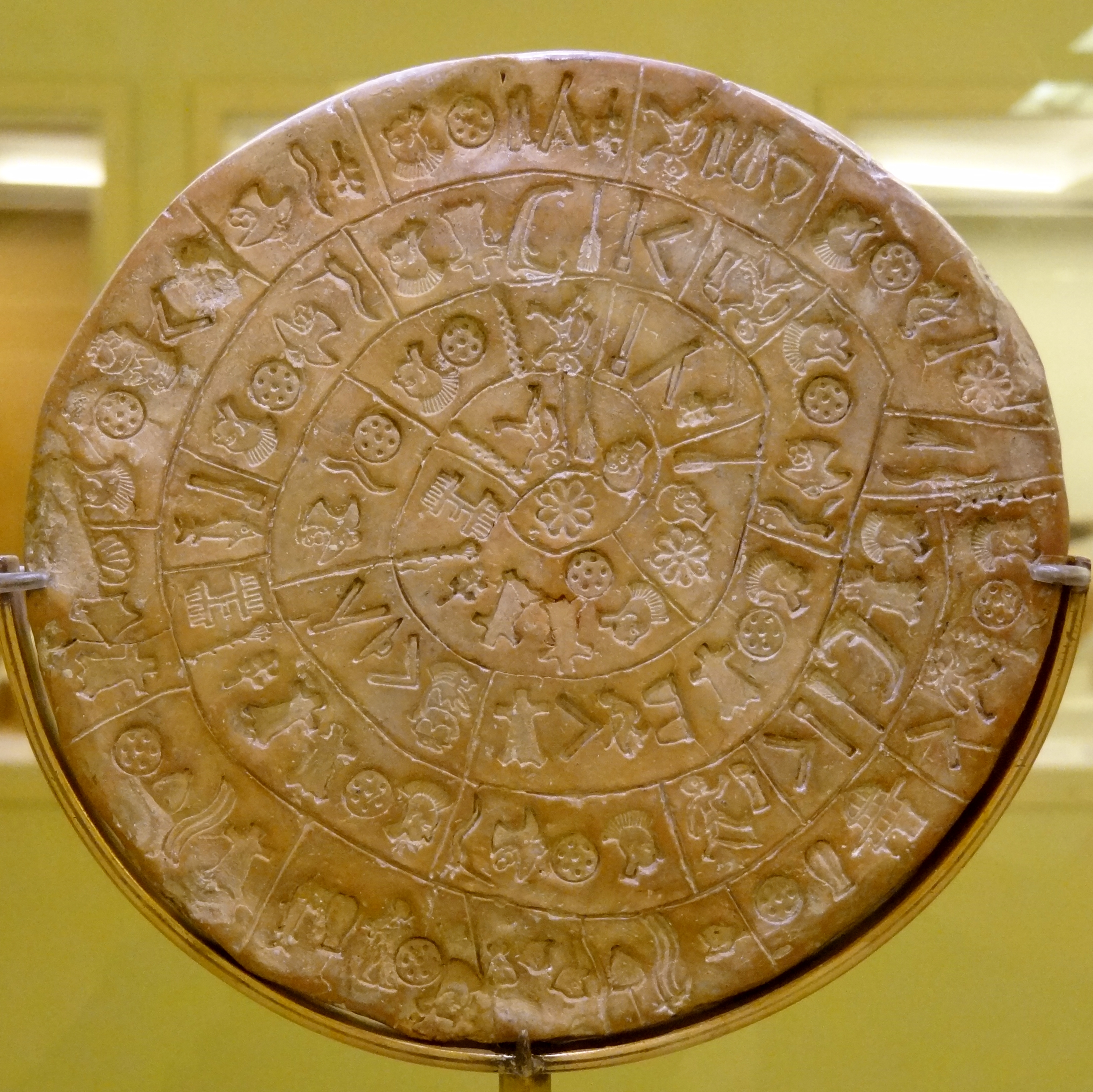
Diskos von Phaistos, Seite A, Archäologisches Museum Iraklio

In den Jahren von 1906 bis 1909 vertrat Pernier Halbherr in der Leitung der Missione Archeologica Italiana auf Kreta und begann die Ausgrabungen in Rhizenia. Am  3. Juli 1908 gelang ihm in Phaistos der bedeutsamste Fund seiner Karriere: Der Diskos von Phaistos, bis heute eines der bedeutendsten Fundstücke der Bronzezeit. Als 1909 die Scuola Archeologica Italiana di Atene gegründet wurde, wählte man Pernier zu deren ersten Direktor, der diese Position bis 1916 innehatte. Da dies keine anerkannte Stellung im Rahmen einer italienischen Archäologenlaufbahn war, bewarb sich Pernier hin und wieder auf unterschiedliche Stellen in Italien, leitete aber währenddessen von 1911 bis 1914 die Grabungen der Scuola Archeologica in Gortyn. Nach Ende des Italienisch-Türkischen Kriegs im Jahr 1912 regte er unmittelbar die archäologische Bestandsaufnahme auf Rhodos und den südlichen Sporaden an, die infolge des Krieges an Italien gefallen waren.
Nach dem Tod von Luigi Adriano Milani, Direktor des Archäologischen Museums in Florenz, bewarb sich Pernier 1914 erfolgreich um diese Position, die er 1915 antrat. Aus diesem Grund gab er seine Aufgaben bei den Musei, Gallerie e Scavi und der Scuola Archeologica 1916 auf, zumal die Einrichtung in Athen wegen des Ersten Weltkriegs 1916 ihre Arbeit bis 1919 einstellte. Im Jahr 1919 vertraute man ihm zusätzlich die Soprintendenz der Ausgrabungen und archäologischen Museen in Etrurien an, zugleich erhielt er die Lehrbefugnis für Archäologie an der Universität Florenz. Im Jahr 1922 folgte die Ernennung zum Professor für Archäologie und antike Kunstgeschichte an der Universität Florenz. Neben seiner Lehrtätigkeit arbeitete er zunächst seine Ergebnisse der Ausgrabungen auf Kreta, aber auch der in Italien durchgeführten Ausgrabungen auf. In diesem Zusammenhang bildete er mit Antonio Minto, Giulio Quirino Giglioli und Pericle Ducati das Comitato Permanente per l’Etruria, aus dem 1925 das Istituto di Studi Etruschi hervorging.
Im Jahr 1925 wurde Pernier von Gaspare Oliverio, einst sein Schüler in Athen, eingeladen, im Rahmen der Missione archeologica a Cirene die Ausgrabungen des Apollontempels im libyschen Kyrene zu leiten. Als Direktor dieser Sondermission nahm er in Begleitung von Carlo Anti, ebenfalls Schüler aus Athener Zeiten, Professor in Padua und Spezialist für klassische Plastik, sowie den Architekten Italo Gismondi und Luigi Giammiti die Arbeit in Kyrene auf und leitete bis 1936 zehn Ausgrabungskampagnen. Dessen ungeachtet war Pernier auch weiterhin in Kreta aktiv und übernahm nach dem Tode Halbherrs im Jahr 1930 die Direktion der Missione Archeologica Italiana di Creta. Zudem schloss er die Publikation seiner Untersuchungen von Phaistos ab, deren erster Band 1935 erschien, während der zweite Band erst postum 1951 veröffentlicht wurde. Doch auch die Untersuchungen in Kyrene schloss er ab und legte 1931 mit der Publikation des Artemistempels, 1935 mit der des Apollontempels seine Ergebnisse vor.
Während einer Vorlesungsreihe zur minoischen Hochkultur der Società Dante Alighieri auf Rhodos erlag Pernier am 18. August 1937 wohl einem Herzinfarkt. Sein Leichnam wurde nach Rom überführt und im Familiengrab beigesetzt.

## Mitgliedschaften und Ehrungen
- Istituto Nazionale di Studi Etruschi ed Italici
- Deutsches Archäologisches Institut
- Accademia Toscana di Scienze e Lettere "La Colombaria"
- Accademia Nazionale dei Lincei
- Pontificia Accademia Romana di Archeologia
- Ehrendoktor der Universität Athen

## Publikationen (Auswahl)
- A proposito di alcuni lavori eseguiti recentemente nell'interno del Teatro di Marcello. Reale Accademia dei Lincei, Rom 1901.
- Di una città ellenica arcaica scoperta a Creta dalla Missione italiana. Calzone, Rom 1909.
- Heliogabalus: M. Aurelius Antoninus. L. Pasqualucci, Rom 1911.
- Tombe eneolitiche del Viterbese (Roma). L. Battei, Parma 1905.
- Scavi della missione archeologica italiana in Creta nel 1907. Calzone, Rom 1907.
- Il disco di Phaestos con caratteri pittografici. Unione editrice, Rom 1909.
- Vestigia di una Città ellenica arcaica in Creta. U. Hoepli, Mailand 1912.
- Templi arcaici sulla Patela di Prinias: contributo allo studio dell'arte dedalica. Istituto Italiano d'Arti Grafiche, Bergamo 1914.
- Ricognizioni archeologiche nelle sporadi. E. Calzone, Rom 1914.
- La raccolta archeologica Bargagli a Sarteano presso Chiusi. Stab. d'Arti grafiche S. Bernardino, Siena 1920.
- Tumulo con tomba monumentale al Sodo presso Cortona. Bardi, Rom 1925.
- Per lo studio del tempio etrusco. Nuova Antologia, Rom 1927.
- Recenti scoperte archeologiche degl’italiani a Creta. Nuova Antologia, Rom 1927.
- L’Odeum dell’Agorà di Gortina presso il Leteo. Istituto Italiano d'Arti Grafiche, Bergamo 1927.
- Il tempio e l’altare di Apollo a Cirene: scavi e studi dal 1925 al 1934. Istituto italiano d'arti grafiche, Bergamo 1935.
- Il palazzo minoico di Festos. Scavi e studi della missione archeologica italiana a creta dal 1900 al 1934. Band 1: Gli strati più antichi e il primo palazzo. Libreria dello Stato, Rom 1935.
- Il palazzo minoico di Festos. Scavi e studi della missione archeologica italiana a creta dal 1900 al 1934. Band 2: Il secondo palazzo. Herausgegeben von Luisa Banti. Libreria dello Stato, Rom 1951.